# Tipula urophora
Tipula urophora är en tvåvingeart som beskrevs av Alexander 1938. Tipula urophora ingår i släktet Tipula och familjen storharkrankar. Inga underarter finns listade i Catalogue of Life.